# Los Lunes de El Imparcial
«Los Lunes de El Imparcial» fueron un suplemento literario del periódico español El Imparcial, publicados como sección semanal de este entre 1874 y 1933.

## Descripción

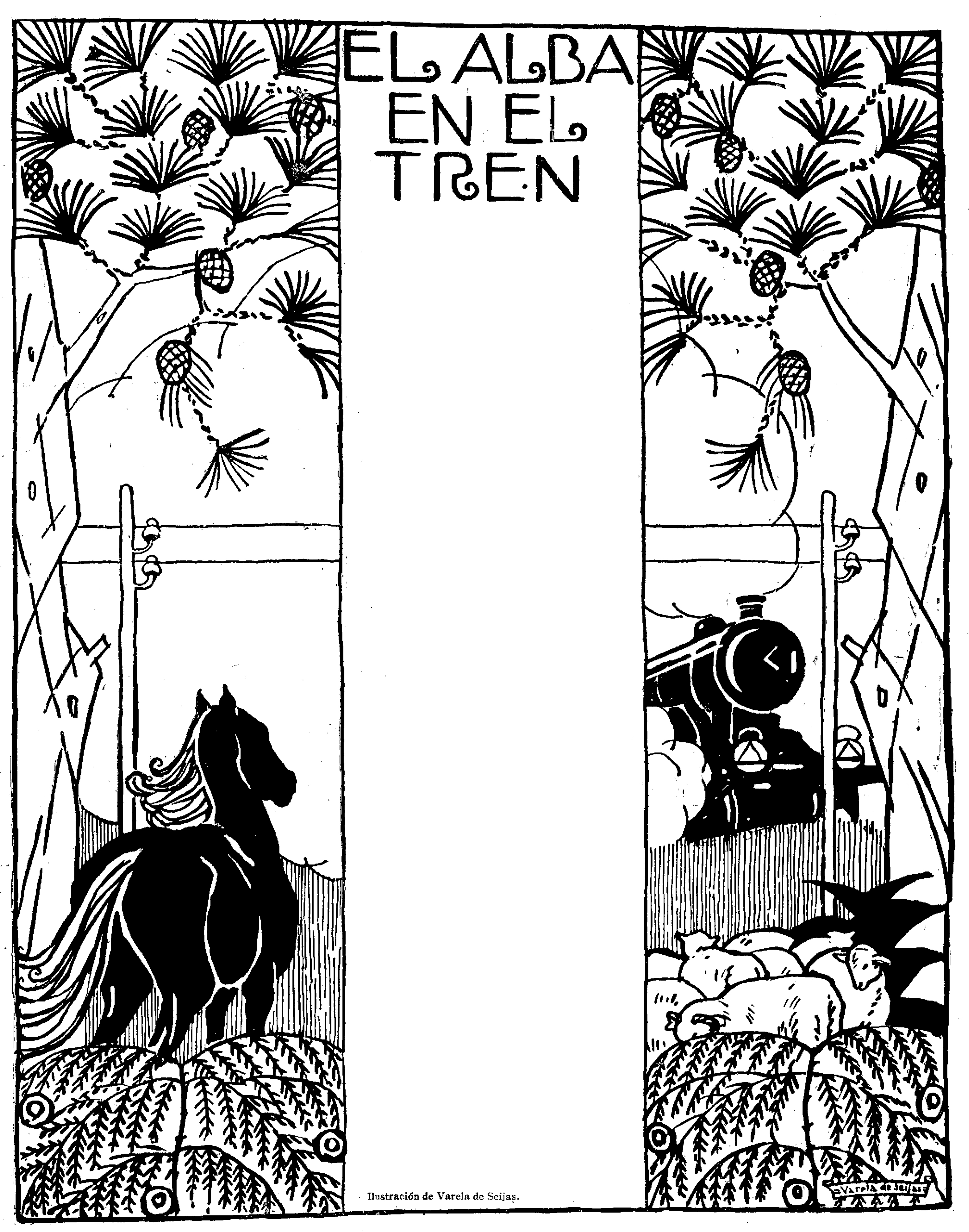
Ilustración de Enrique Varela de Seijas en el suplemento (26 de septiembre de 1920)

Se distribuían semanalmente, cada lunes, como parte integrante del periódico, una sección de este. De gran prestigio en el panorama literario español, fueron dirigidos por nombres como Isidoro Fernández Florez o José Ortega Munilla. El primer Lunes salió a la luz el 24 de abril de 1874 y su aparición cesó el 2 de mayo de 1933. En 2006 apareció publicado un índice de Los Lunes de El Imparcial a cargo de Cecilio Alonso, por la Biblioteca Nacional de España.